# Времева линия на Стар Трек
Следната хронология е времевата линия, обхващаща събитията от научнофантастичната вселена на Стар Трек.

## 1992 – 1996
- Евгенични войни

## 2053
Трета световна война

## 2063
- Зефрам Кокрейн, на кораба Феникс, става първият човек преминал скоростта на светлината
- Първи контакт между хората и вулканците

## 2151
- Първи контакт между хората и клингонците
- Изстрелване на Ентърпрайз NX-01 под командването на капитан Джонатан Арчър
- Първи контакт между хората и андорийците

## 2152
- Първи контакт с ромуланците. Установена е само аудио комуникация

## 2161
- Основаване на Обединената Федерация от планети

## 2245
- Изстрелване на Ентърпрайз NCC-1701 под командването на капитан Робърт Т. Ейприл.

## 2251
- Капитан Кристофър Пайк поема командването на Ентърпрайз NCC-1701.

## 2265
- Начало на петгодишната мисия на Ентърпрайз NCC-1701 под командването на капитан Джеймс Т. Кърк
- Първи визуален контакт с ромуланците

## 2271
- Изстрелване на модифицирания Ентърпрайз NCC-1701

## 2285
- Ентърпрайз NCC-1701 е унищожен в орбита около Генезис.

## 2286
- Изстрелване на Ентърпрайз-A под командването на капитан Кърк

## 2292
- Край на алиансът между клингонците и ромуланците.

## 2293
- Договорът от Китомер е подписан от Федерацията и Клингонската империя.
- Ентърпрайз-A е изваден от служба
- Изстрелване на Ентърпрайз-B под командването на капитан Джон Джейсън Хариман II.
- Джеймс Т. Кърк изчезва, предполага се, че е загинал.

## 2311
- Подписан е Алгеронският договор от Федерацията Ромуланската империя, с който се утвърждава неутралната зона и се забранява на Федеацията да разработва маскираща технология.
- Ромуланците навлизат във фаза на изолация, по време на която те прекъсват контактите си с Федерацията.

## 2344
- Ентърпрайз-C е унищожен, под командването на капитан Рейчъл Гарет, при битакта при Нарендра 3.

## 2363
- Изстрелване на Ентърпрайз-D под командването на капитан Жан-Люк Пикар

## 2364
- Първи официален контакт с ференгите
- Край на ромуланската изолация

## 2365
- Първи официален контакт с боргите

## 2366
- Битката при Уолф 359 (39 кораби на Федерацията са унищожени от един боргски куб)

## 2369
- Оттегляне на кардасианците от Бажор и начало на управлението на Терок Нор, преименуван от Федерацията на Космическа станция 9
- Открита е стабилна дупка, която свързва бажоранската система с квадранта Гама
- Първи контакт с Доминион

## 2370
- Установяване на демилитаризина зона между Федерацията и Кардасианския съюз
- Основаване на терористичната група „Маки“ в тази зона
- Първи контакт с Джем'хадарите и Ворта
- Начало на враждебните действия на Доминиона

## 2371
- Изстрелване на Дефайънт
- Първи контакт с метаморфите, основателите на Доминиона.
- Ентърпрайз-D е унищожен веридианската система.
- Вояджър е изхвърлен в квадранта Делта от същество наречено Пазачът

## 2372
- Изстрелване на Ентърпрайз-E
- Инвазия на Кардасия от клингонците
- Оттегляне на клингонците от договора от Китомер

## 2373
- Битката при сектор 001 (един боргски куб е унищожен в околоземна орбита)
- Присъединяването на Кардасия към Доминиона
- Макита са унищожени от Доминиона
- Клингонците се присъединяват към договора от Китомер
- Начало на войната между Доминиона и аланианса на Федерацията и клингонците
- Подписване на пакт за ненападение между Бажор и Доминиона
- Космическа станция 9 е превзета от Доминиона

## 2374
- Федерацията си връща контрола над Космическа станция 9
- Ромуланците се присъединянат към алианса срещу Доминиона

## 2375
- Брин се присъединяват към Доминиона
- Дефайънт е унищожен
- Доминиона унищожава много градове на Кардасия Прайм
- Победа за алианса, подпомогнат от кардасианските военни сили, над Доминиона
- Край на войната между Федерацията и Доминиона

## 2377
- Вояджър се връща в квадранта Алфа.

## 2379
- Реманецът Шинзон поема контрол над Ромул.
- Дейта унищожава кораба на Шинзон, Скимитар.
- Дейта е унищожен